# St. Augusta
St. Augusta är en ort i Stearns County i Minnesota. Vid 2010 års folkräkning hade St. Augusta 3 317 invånare.